# Мамулари
Мамулари (груз. მამულარი) — село в Грузии, на территории Чохатаурского муниципалитета края (мхаре) Гурия.

## География
Село находится в западной части Грузии, на левом берегу реки Хевисцкали, на расстоянии приблизительно 8 километров (по прямой) к северо-востоку от посёлка городского типа Чохатаури, административного центра муниципалитета. Абсолютная высота — 190 метров над уровнем моря.

## Население
По результатам официальной переписи населения 2014 года, в Мамулари проживало 126 человек (59 мужчин и 67 женщин). В национальной структуре населения грузины составляли 100 %.
| Год  | Население, человек |
| ---- | ------------------ |
| 2002 | 144                |
| 2014 | ↘ 126              |